# Льюис (район)
Льюис (англ. Lewes) — неметрополитенский район (англ. non-metropolitan district) в графстве Восточный Суссекс (Англия). Административный центр — город Льюис.

## География
Район расположен в западной части графства Восточный Суссекс, на юге выходит на побережье Ла-Манша, граничит с графством Западный Суссекс.

## История
Район был образован 1 апреля 1974 года в результате объединения боро Льюис, городских районов (англ. Urban district) Ньюхейвен, Сифорд и сельского района (англ. Rural District) Чейли.

## Состав
В состав района входят 5 городов:
- Льюис
- Ньюхейвен[англ.]
- Писхейвен[англ.]
- Сифорд
- Телскомб[англ.]

и 24 общины.